# Вильджюнас, Ионас Ионович
Ионас Ионович Вильджюнас (Йонас Вильджюнас; лит. Jonas Vildžiūnas; 29 сентября 1907, деревня Пенёняй — 1989, Вильнюс) — советский хозяйственный, государственный и политический деятель.

## Биография
Детство и юность провёл в деревне Дабужяй. Член ВКП(б) с 1933 года.
С 1927 года — на хозяйственной, общественной и политической работе. В 1927—1976 гг. — революционер, член нелегальных партийных организаций в городах Литвы, неоднократно арестовывался и был осуждён, начальник УНКВД Паневежисского района и города Вильнюса, в органах НКВД Горьковской области, переправлен за линию фронта, командир партизанского отряда в Литве, секретарь УНГКБ, заместитель министра госбезопасности Литовской ССР, первый секретарь Ленинского райкома КП Литвы, заместитель министра лёгкой промышленности Литовской ССР, председатель Каунасского горисполкома, председатель Вильнюсского горисполкома, заместитель Председателя Президиума Верховного Совета Литовской ССР.
Избирался депутатом Совета Национальностей Верховного Совета СССР 4-го созыва от Литовской ССР.
Умер в 1989 году.